# Alison Sydor
Alison Jane Sydor (Edmonton, 9 september 1966) is een voormalig mountainbikester en wielrenster uit Canada.

## Carrière
Ze vertegenwoordigde haar vaderland viermaal op rij bij de Olympische Spelen, te beginnen in 1992 (Barcelona) op de individuele wegwedstrijd (twaalfde plaats). Sydor is drievoudig wereldkampioene mountainbike (cross-country), en won de zilveren medaille op datzelfde onderdeel bij de Olympische Spelen van 1996 in Atlanta, toen mountainbike debuteerde als olympische discipline.

## Erelijst

### Mountainbike
1991
- 1e in WB-wedstrijd Château d'Oex

1992
- Wereldkampioenschap
- 1e in WB-wedstrijd Houffalize

1994
- 1e in WB-wedstrijd Elba
- Canadees kampioenschap
- 1e in WB-wedstrijd Silverstar
- Wereldkampioenschap

1995
- Canadees kampioenschap
- Wereldkampioenschap
- 1e in WB-wedstrijd Plymouth

1996
- 1e in WB-wedstrijd Lissabon
- 1e in WB-wedstrijd Mount Snow
- Canadees kampioenschap
- Wereldkampioenschap
- 1e in WB-wedstrijd Houffalize
- 1e in WB-wedstrijd Sankt-Wendel
- 1e in WB-wedstrijd Bromont
- 1e in WB-wedstrijd Mont-Sainte-Anne
- Olympische Spelen

1998
- Wereldkampioenschap
- 1e in WB-wedstrijd Napa Valley
- 1e in WB-wedstrijd Canmore
- Eindklassement Wereldbeker

1999
- Wereldkampioenschap
- 1e in WB-wedstrijd Sydney
- 1e in WB-wedstrijd Big Bear
- Eindklassement Wereldbeker

2000
- Wereldkampioenschap

2001
- Wereldkampioenschap

2003
- Wereldkampioenschap

2004
- Wereldkampioenschap

2005
- Canadees kampioenschap

2006
- Canadees kampioenschap

### Wegwielrennen
1987
- Cascade Cycling Classic

1990
- Nationaal kampioenschap op de weg, elite

1991
- Nationaal kampioenschap op de weg, elite
- WK individuele wegwedstrijd
- Hel van het Mergelland
- 12e Olympische Spelen, individuele wegwedstrijd

1993
- Nationaal kampioenschap op de weg, elite

1994
- Nationaal kampioenschap op de weg, elite
- Gemenebestspelen, individuele wegwedstrijd

1995
- Nationaal kampioenschap op de weg, elite

1998
- Nationaal kampioenschap op de weg, elite